# Polyxena Soloviova
Polyxena Soloviova (russe : Поликсена Сергеевна Соловьева), née le 1er avril 1867 et morte le 16 août 1924, est une poétesse, illustratrice, traductrice et éditrice russe. Poétesse symboliste de l'Âge d'argent de la poésie russe (en), elle remporte la médaille Pouchkine en 1908.
Elle est la première à traduire Les Aventures d'Alice au pays des merveilles en russe et est connue pour avoir fondé et illustré le magazine et la maison d'édition Тропинка (Chemin) avec sa compagne, Natalia Manasseïna.

## Jeunesse
Polyxena Sergueïevna Soloviova naît à Moscou. Sa formation se déroule à la maison, elle sait lire et écrire dès l'âge de cinq ans. Après avoir lu un recueil de poésie de Afanassi Fet, elle commence à écrire de la poésie. Plus tard, elle rejoint l'école de Moscou de peinture, de sculpture et d'architecture, étudiant avec Vassili Polenov et Illarion Prianichnikov.

## Carrière
Polyxena Soloviova commence à publier de la poésie à l'âge de seize ans dans la revue Ниве (Le Champ). Elle déménage à Saint-Pétersbourg en 1895, s'impliquant dans le cercle littéraire qui comprend entre autres Constantin Balmont, Alexandre Blok, Zinaïda Hippius, Viatcheslav Ivanovitch Ivanov et Constantin Sloutchevski. En 1898, Polyxena Soloviova rencontre sa future compagne Natalia Manasseïna.
C'est en 1899, à la sortie de son premier recueil de poésie, également illustré, Стихотворения (Poèmes), qu'elle utilise pour la première fois le pseudonyme Allegro. Elle publie également de la poésie dans des magazines comme Вестник Европы (European Herald), Мир Божий (Le monde de Dieu) et Русское богатство (La richesse russe). Vers 1901, Polyxena Soloviova rencontre les sœurs traductrices Adelaida Gertsyk et Eugenia Gertsyk et, puis, vers 1903, elle fait la connaissance du poète Maximilian Volochine.
En 1906, elle fonde la maison d'édition et le magazine pour enfants Тропинка (Chemin), où elle travaille comme rédactrice, illustratrice et écrivaine avec Natalia Manasseïna. En plus d'écrire et de traduire, Polyxena Soloviova dessine un nombre important d'illustrations pour le magazine. Ses œuvres représentent un large éventail de styles, des imitations de croquis d'enfants aux graphiques Art Nouveau. Elle sollicite aussi des dessins d'autres artistes pour améliorer la mise en page du magazine. La maison d'édition de Polyxena Soloviova joue un rôle important dans la période, publiant environ cent livres par 1918, dont plus de la moitié pour le ministère de l'Éducation.
Elle reçoit la Médaille d'Or Pouchkine en 1908. Elle publie en son nom plus de vingt livres, y compris de nombreuses traductions d'œuvres littéraires pour enfants. Elle a été la première à traduire Les Aventures d'Alice au pays des merveilles en russe en 1909. Bien qu'elle ait souvent suivi dans la tradition symboliste, Polyxena Soloviova écrit également dans d'autres styles, comme des berceuses, des légendes religieuses, des énigmes et des poèmes sur la nature et les animaux. Un de ceux-ci était une pièce de théâtre dramatique, Svadba solntsa i vesny (Le Mariage du Soleil et du Printemps) écrite en 1907 pour célébrer le printemps. La musique de la pièce est confiée à Mikhaïl Kouzmine.
Bien qu'en couple, Polyxena Soloviova et Natalia Manasseïna vivent, à partir de 1909, dans la même maison que le mari de Natalia Manasseïna au 16 Voznesensky à Saint-Pétersbourg,. En 1917, les trois s'exilent volontairement en Crimée pour éviter la violence de la Révolution russe. Polyxena Soloviova continue d'écrire, mais ses œuvres ne réussissent qu'occasionnellement à figurer dans les journaux et revues de Simferopol ou Théodosie. Elle enseigne pour le département d'éducation de Théodosie et donne des conférences à Koktebel à l'Université du peuple. Pour gagner sa vie, les deux femmes créent et vendent des chapeaux. À la fin de 1923, avec l'aide d'amis Korneï Tchoukovski et Volochine, le couple peut retourner à Moscou.

## Mort et reconnaissance
Polyxena Soloviova meurt le 16 août 1924 à Moscou, des suites d'une maladie. Elle est enterrée au cimetière de Novodevitchi. Pendant de nombreuses années, ses contributions à la littérature russe ont été omises et il n'y a aucune mention d'elle durant la période soviétique. Elle est réintroduite comme une figure de l'Âge d'argent de la poésie russe en 1999, lorsque Tatiana Nikititchna Joukovskaïa et Elena Albertovna Kallo compilent l'ouvrage Sub Rosa. Le livre comprend des œuvres de Polyxena Soloviova, ainsi que Cherubina de Gabriak, Adelaida Gertsyk et Sophia Parnok.

## Vie privée
Polyxena Soloviova évolue dans une famille lettrée. Ses parents sont Polyxena Vladimirovna (née Romanova) et l'historien et recteur de l'Université d'État de Moscou Sergueï Soloviov.
Son grand-père paternel, Mikhaïl Vassilievitch Soloviov, est prêtre et professeur de droit. Elle est la plus jeune de douze enfants, ses frères sont Vsevolod Soloviov et Vladimir Soloviev.

## Œuvres choisies

### Poésie
- 1899: Стихотворения (Poèmes) [5]
- 1905: Иней (Gel) [5]
- 1909: Плакун-трава (Saule-Herbe) [5]
- 1912: Тайная правда (Vérité secrète) [5]
- 1913: Перекресток (Carrefour) [5]
- 1914: Вечер (soir) [5]
- 1924: Последние стихи (Derniers poèmes) [5]

### Histoires pour enfants
- 1906: Yolka I osina (L'épicéa et le tremble) [16]
- 1907: Yolka (L'arbre de Noël) [3]
- 1909: Priklyucheniya Alisy v strane chudes (traduction d'Alice au pays des merveilles) [7]
- 1913: Krasnoe yaichko (L'œuf rouge) [3]